# Кайракти (Шетський район)
Кайракти́ (каз. Қайрақты) — село у складі Шетського району Карагандинської області Казахстану. Входить до складу Аксу-Аюлинського сільського округу.
Населення — 126 осіб (2021; 142 у 2009, 220 у 1999, 221 у 1989).
Національний склад станом на 1989 рік:
- казахи — 100 %.